# Esther Harbour
Der Esther Harbour (auch Esther Harbor, spanisch Puerto Esther) ist eine kleine Nebenbucht der Venus Bay an der Nordküste von King George Island im Archipel der Südlichen Shetlandinseln. Sie liegt unmittelbar westlich von Pyrites Island und südlich des Gam Point.
Die Bucht ist US-amerikanischen und britischen Robbenjägern mindestens seit 1821 bekannt. Namensgeber ist der Robbenfänger Esther aus Boston, der zwischen 1820 und 1921 in den Gewässern um die Südlichen Shetlandinseln operierte.